# Tomie: Beginning
Tomie: Beginning (富江 BEGINNING?) è un film del 2005 diretto da Ataru Oikawa, tratto dall'omonimo manga scritto e disegnato da Junji Itō. 
È il sesto lungometraggio e il prequel della serie Tomie, composta da altri sette film. Alla regia torna Ataru Oikawa, regista del primo film della serie, Tomie (1999). 

## Trama
Reiko Matsubara, una studentessa che ha appena terminato il liceo, racconta a Kenichi Yamamoto, un ragazzo con una benda sull'occhio destro, la storia di Tomie Kawakami, una nuova studentessa che ha sconvolto la vita dei liceali e dei professori, inducendo alcuni ragazzi al suicidio e facendo internare il professor Takagi in un ospedale psichiatrico. 
Una volta arrivata nella nuova classe, Tomie riesce in breve tempo a soggiogare gli studenti maschi e a far innamorare di sé il professor Takagi. Ciò attira le gelosie e le invidie delle sue compagne di scuola. Tomie ha un'unica amica, Reiko, che la difende e allo stesso tempo assiste atterrita ai suoi poteri ammaliatori. 
Un giorno, mentre si trova insieme a Reiko, Tomie viene aggredita da tre suoi compagni di scuola mascherati armati di spade, e perde un orecchio. Reiko nota sconvolta che l'orecchio di Tomie inizia a muoversi, quindi cura la ragazza. Togliendole la benda dalla testa scopre che l'orecchio è ricresciuto.
Una sera, Tomie viene fatta cadere da un dirupo e batte violentemente la testa. Reiko e i suoi compagni di scuola si riuniscono attorno a lei, che muore. Il professor Takagi induce gli altri studenti a sezionare il corpo di Tomie, davanti agli occhi atterriti di Reiko e di Kenichi. Una volta fatto scempio del corpo, gli studenti gettano i pezzi in vari posti. Il giorno seguente, Tomie si ripresenta a scuola, scatenando il panico.
Terminato il flashback, Reiko viene improvvisamente aggredita da Kenichi, che la strangola, quindi trova nella borsa della ragazza un cuore pulsante e si allontana con esso. Il corpo di Reiko si trasforma in quello di Tomie, che apre gli occhi, si alza in piedi e si avvicina alla porta, dove viene aggredita a colpi di katana dal professor Takagi, che la uccide, quindi estirpa il suo cuore e fugge via.
Kenichi vaga per le strade della città con un sacchetto, dentro il quale vi è la testa di Tomie, che apre gli occhi.